# Groupe F des éliminatoires du Championnat d'Europe de football 2016
Navigation
Groupe E Groupe G
Cet article donne le calendrier, les résultats des matches ainsi que le classement du groupe F des éliminatoires de l'Euro 2016.

## Classement
| Rang | Équipe          | Pts | J  | G | N | P | Bp | Bc | Diff |  | Résultats (▼ dom., ► ext.) | Drapeau de l'Irlande du Nord (drapeau du Royaume-Uni) |     |     |     |     |     |
| ---- | --------------- | --- | -- | - | - | - | -- | -- | ---- |  | -------------------------- | ----------------------------------------------------- | --- | --- | --- | --- | --- |
| 1    | Irlande du Nord | 21  | 10 | 6 | 3 | 1 | 16 | 8  | +8   |  | Irlande du Nord            |                                                       | 0-0 | 1-1 | 2-1 | 2-0 | 3-1 |
| 2    | Roumanie        | 20  | 10 | 5 | 5 | 0 | 11 | 2  | +9   |  | Roumanie                   | 2-0                                                   |     | 1-1 | 1-1 | 1-0 | 0-0 |
| 3    | Hongrie         | 16  | 10 | 4 | 4 | 2 | 11 | 9  | +2   |  | Hongrie                    | 1-2                                                   | 0-0 |     | 1-0 | 2-1 | 0-0 |
| 4    | Finlande        | 12  | 10 | 3 | 3 | 4 | 9  | 10 | -1   |  | Finlande                   | 1-1                                                   | 0-2 | 0-1 |     | 1-0 | 1-1 |
| 5    | Îles Féroé      | 6   | 10 | 2 | 0 | 8 | 6  | 17 | -11  |  | Îles Féroé                 | 1-3                                                   | 0-3 | 0-1 | 1-3 |     | 2-1 |
| 6    | Grèce           | 6   | 10 | 1 | 3 | 6 | 7  | 14 | -7   |  | Grèce                      | 0-2                                                   | 0-1 | 4-3 | 0-1 | 0-1 |     |

- La Grèce est éliminée depuis le 4 septembre 2015 à la suite de sa défaite (0-1) face à la Finlande conjuguée au match nul (0-0) entre Hongrie et la Roumanie et à la victoire (1-3) de l'Irlande du Nord aux Îles Féroé.
- Les Îles Féroé sont éliminées depuis le 7 septembre 2015 à la suite de leur défaite (1-0) en Finlande conjuguée aux matchs nuls (0-0) et (1-1) entre la Roumanie et la Grèce et entre l'Irlande du Nord et la Hongrie.
- La Finlande est éliminée à la suite de son match nul (1-1) en Roumanie, le 8 octobre 2015.
- L'Irlande du Nord se qualifie pour l'Euro 2016 de football à la suite de sa victoire (3-1) face à la Grèce, le 8 octobre 2015.
- La Hongrie termine troisième du groupe et joue les barrages à la suite de sa défaite (4-3) en Grèce, le 11 octobre 2015.
- La Roumanie se qualifie pour l'Euro 2016 de football et termine deuxième du groupe à la suite de sa victoire (0-3) aux Îles Féroé.
- L'Irlande du Nord termine premier du groupe à la suite de son match nul (1-1) en Finlande, le 11 octobre 2015.
- La Grèce est la première tête de série de l'histoire des éliminatoires de l'Euro (et à l'heure actuelle toujours la seule) à terminer dernière de son groupe. Elle est également la  première tête de série de l'histoire des éliminatoires de l'Euro (et à l'heure actuelle toujours la seule) à subir deux défaites contre l'équipe du dernier chapeau (en l'occurrence, les Îles Féroé).

## Résultats et calendrier
| 1re journée                | Hongrie     | 1 – 2   | Irlande du Nord           | Groupama Aréna, Budapest                       |                                                |
| 7 septembre 2014 18h00 HEC | Priskin 75e | (0 - 0) | 81e McGinn · 88e Lafferty | Spectateurs : 20 672 Arbitrage : Deniz Aytekin | Spectateurs : 20 672 Arbitrage : Deniz Aytekin |
| 7 septembre 2014 18h00 HEC | Rapport     |         |                           | Spectateurs : 20 672 Arbitrage : Deniz Aytekin | Spectateurs : 20 672 Arbitrage : Deniz Aytekin |

|           | Îles Féroé | 1 – 3   | Finlande                     | Tórsvøllur, Torshavn                      |                                           |
| 20h45 HEC | Holst 41e  | (1 - 0) | 53e 78e Riski · 82e Eremenko | Spectateurs : 3 300 Arbitrage : Lee Evans | Spectateurs : 3 300 Arbitrage : Lee Evans |
| 20h45 HEC | Rapport    |         |                              | Spectateurs : 3 300 Arbitrage : Lee Evans | Spectateurs : 3 300 Arbitrage : Lee Evans |

|           | Grèce   | 0 – 1   | Roumanie          | Stadio Georgios Karaiskakis, Le Pirée        |                                              |
| 20h45 HEC |         | (0 - 1) | 10e (pen.) Marica | Spectateurs : 0 Arbitrage : Mark Clattenburg | Spectateurs : 0 Arbitrage : Mark Clattenburg |
| 20h45 HEC | Rapport |         |                   | Spectateurs : 0 Arbitrage : Mark Clattenburg | Spectateurs : 0 Arbitrage : Mark Clattenburg |

| 2e journée                | Roumanie    | 1 – 1   | Hongrie       | Arena Națională, Bucarest                       |                                                 |
| 11 octobre 2014 18h00 HEC | Rusescu 45e | (1 - 0) | 82e Dzsudzsák | Spectateurs : 52 000 Arbitrage : William Collum | Spectateurs : 52 000 Arbitrage : William Collum |
| 11 octobre 2014 18h00 HEC | Rapport     |         |               | Spectateurs : 52 000 Arbitrage : William Collum | Spectateurs : 52 000 Arbitrage : William Collum |

|           | Finlande  | 1 – 1   | Grèce       | Stade olympique d'Helsinki, Helsinki                      |                                                           |
| 20h45 HEC | Hurme 55e | (0 - 1) | 24e Karélis | Spectateurs : 26 548 Arbitrage : David Fernández Borbalán | Spectateurs : 26 548 Arbitrage : David Fernández Borbalán |
| 20h45 HEC | Rapport   |         |             | Spectateurs : 26 548 Arbitrage : David Fernández Borbalán | Spectateurs : 26 548 Arbitrage : David Fernández Borbalán |

|           | Irlande du Nord           | 2 – 0   | Îles Féroé | Windsor Park, Belfast                       |                                             |
| 20h45 HEC | McAuley 6e · Lafferty 20e | (2 - 0) |            | Spectateurs : 10 049 Arbitrage : Alon Yefet | Spectateurs : 10 049 Arbitrage : Alon Yefet |
| 20h45 HEC | Rapport                   |         |            | Spectateurs : 10 049 Arbitrage : Alon Yefet | Spectateurs : 10 049 Arbitrage : Alon Yefet |

| 3e journée                | Îles Féroé | 0 – 1   | Hongrie    | Tórsvøllur, Torshavn                             |                                                  |
| 14 octobre 2014 20h45 HEC |            | (0 - 1) | 21e Szalai | Spectateurs : 2 000 Arbitrage : Aleksei Kulbakov | Spectateurs : 2 000 Arbitrage : Aleksei Kulbakov |
| 14 octobre 2014 20h45 HEC | Rapport    |         |            | Spectateurs : 2 000 Arbitrage : Aleksei Kulbakov | Spectateurs : 2 000 Arbitrage : Aleksei Kulbakov |

|           | Finlande | 0 – 2   | Roumanie       | Stade olympique d'Helsinki, Helsinki               |                                                    |
| 20h45 HEC |          | (0 - 0) | 54e 83e Stancu | Spectateurs : 19 408 Arbitrage : Paolo Tagliavento | Spectateurs : 19 408 Arbitrage : Paolo Tagliavento |
| 20h45 HEC | Rapport  |         |                | Spectateurs : 19 408 Arbitrage : Paolo Tagliavento | Spectateurs : 19 408 Arbitrage : Paolo Tagliavento |

|           | Grèce   | 0 – 2   | Irlande du Nord        | Stadio Georgios Karaiskakis, Le Pirée            |                                                  |
| 20h45 HEC |         | (0 - 1) | 9e Ward · 51e Lafferty | Spectateurs : 18 726 Arbitrage : Stéphane Lannoy | Spectateurs : 18 726 Arbitrage : Stéphane Lannoy |
| 20h45 HEC | Rapport |         |                        | Spectateurs : 18 726 Arbitrage : Stéphane Lannoy | Spectateurs : 18 726 Arbitrage : Stéphane Lannoy |

| 4e journée                 | Grèce   | 0 – 1   | Îles Féroé     | Stadio Georgios Karaiskakis, Le Pirée           |                                                 |
| 14 novembre 2014 20h45 HEC |         | (0 - 0) | 61e Edmundsson | Spectateurs : 16 821 Arbitrage : Nicola Rizzoli | Spectateurs : 16 821 Arbitrage : Nicola Rizzoli |
| 14 novembre 2014 20h45 HEC | Rapport |         |                | Spectateurs : 16 821 Arbitrage : Nicola Rizzoli | Spectateurs : 16 821 Arbitrage : Nicola Rizzoli |

|           | Hongrie  | 1 – 0   | Finlande | Groupama Aréna, Budapest                        |                                                 |
| 20h45 HEC | Gera 84e | (0 - 0) |          | Spectateurs : 19 600 Arbitrage : Clément Turpin | Spectateurs : 19 600 Arbitrage : Clément Turpin |
| 20h45 HEC | Rapport  |         |          | Spectateurs : 19 600 Arbitrage : Clément Turpin | Spectateurs : 19 600 Arbitrage : Clément Turpin |

|           | Roumanie     | 2 – 0   | Irlande du Nord | Arena Națională, Bucarest                       |                                                 |
| 20h45 HEC | Papp 74e 79e | (0 - 0) |                 | Spectateurs : 28 892 Arbitrage : Jonas Eriksson | Spectateurs : 28 892 Arbitrage : Jonas Eriksson |
| 20h45 HEC | Rapport      |         |                 | Spectateurs : 28 892 Arbitrage : Jonas Eriksson | Spectateurs : 28 892 Arbitrage : Jonas Eriksson |

| 5e journée             | Irlande du Nord  | 2 – 1   | Finlande    | Windsor Park, Belfast                             |                                                   |
| 29 mars 2015 18h00 HEC | Lafferty 33e 38e | (2 - 0) | 90+1e Sadik | Spectateurs : 10 264 Arbitrage : Szymon Marciniak | Spectateurs : 10 264 Arbitrage : Szymon Marciniak |
| 29 mars 2015 18h00 HEC | Rapport          |         |             | Spectateurs : 10 264 Arbitrage : Szymon Marciniak | Spectateurs : 10 264 Arbitrage : Szymon Marciniak |

|           | Roumanie   | 1 – 0   | Îles Féroé | Stadionul Ilie Oană, Ploiești               |                                             |
| 18h00 HEC | Keșerü 21e | (1 - 0) |            | Spectateurs : 13 898 Arbitrage : Artur Dias | Spectateurs : 13 898 Arbitrage : Artur Dias |
| 18h00 HEC | Rapport    |         |            | Spectateurs : 13 898 Arbitrage : Artur Dias | Spectateurs : 13 898 Arbitrage : Artur Dias |

|           | Hongrie | 0 – 0   | Grèce | Groupama Aréna, Budapest                        |                                                 |
| 20h45 HEC |         | (0 - 0) |       | Spectateurs : 22 000 Arbitrage : Sergei Karasev | Spectateurs : 22 000 Arbitrage : Sergei Karasev |
| 20h45 HEC | Rapport |         |       | Spectateurs : 22 000 Arbitrage : Sergei Karasev | Spectateurs : 22 000 Arbitrage : Sergei Karasev |

| 6e journée             | Finlande | 0 – 1   | Hongrie     | Stade olympique d'Helsinki, Helsinki       |                                            |
| 13 juin 2015 18h00 HEC |          | (0 - 0) | Stieber 82e | Spectateurs : 20 434 Arbitrage : Matej Jug | Spectateurs : 20 434 Arbitrage : Matej Jug |
| 13 juin 2015 18h00 HEC | Rapport  |         |             | Spectateurs : 20 434 Arbitrage : Matej Jug | Spectateurs : 20 434 Arbitrage : Matej Jug |

|           | Irlande du Nord | 0 – 0   | Roumanie | Windsor Park, Belfast                                   |                                                         |
| 20h45 HEC |                 | (0 - 0) |          | Spectateurs : 4 731 Arbitrage : Carlos Velasco Carballo | Spectateurs : 4 731 Arbitrage : Carlos Velasco Carballo |
| 20h45 HEC | Rapport         |         |          | Spectateurs : 4 731 Arbitrage : Carlos Velasco Carballo | Spectateurs : 4 731 Arbitrage : Carlos Velasco Carballo |

|           | Îles Féroé                    | 2 – 1   | Grèce                | Tórsvøllur, Torshavn                              |                                                   |
| 20h45 HEC | Hansson 32e · Hendriksson 70e | (1 - 0) | 84e Papastathopoulos | Spectateurs : 10 000 Arbitrage : Tom Harald Hagen | Spectateurs : 10 000 Arbitrage : Tom Harald Hagen |
| 20h45 HEC | Rapport                       |         |                      | Spectateurs : 10 000 Arbitrage : Tom Harald Hagen | Spectateurs : 10 000 Arbitrage : Tom Harald Hagen |

| 7e journée                 | Îles Féroé     | 1 – 3   | Irlande du Nord                | Tórsvøllur, Torshavn                         |                                              |
| 4 septembre 2015 20h45 HEC | Edmundsson 36e | (1 - 1) | 12e 71e McAuley · 75e Lafferty | Spectateurs : 4 513 Arbitrage : Felix Zwayer | Spectateurs : 4 513 Arbitrage : Felix Zwayer |
| 4 septembre 2015 20h45 HEC | Rapport        |         |                                | Spectateurs : 4 513 Arbitrage : Felix Zwayer | Spectateurs : 4 513 Arbitrage : Felix Zwayer |

|           | Grèce   | 0 – 1   | Finlande       | Stadio Georgios Karaiskakis, Le Pirée         |                                               |
| 20h45 HEC |         | (0 - 0) | 75e Pohjanpalo | Spectateurs : 17 358 Arbitrage : Serhiy Boiko | Spectateurs : 17 358 Arbitrage : Serhiy Boiko |
| 20h45 HEC | Rapport |         |                | Spectateurs : 17 358 Arbitrage : Serhiy Boiko | Spectateurs : 17 358 Arbitrage : Serhiy Boiko |

|           | Hongrie | 0 – 0   | Roumanie | Groupama Aréna, Budapest                     |                                              |
| 20h45 HEC |         | (0 - 0) |          | Spectateurs : 22 060 Arbitrage : Felix Brych | Spectateurs : 22 060 Arbitrage : Felix Brych |
| 20h45 HEC | Rapport |         |          | Spectateurs : 22 060 Arbitrage : Felix Brych | Spectateurs : 22 060 Arbitrage : Felix Brych |

| 8e journée                 | Finlande       | 1 – 0   | Îles Féroé | Stade olympique d'Helsinki, Helsinki          |                                               |
| 7 septembre 2015 20h45 HEC | Pohjanpalo 23e | (1 - 0) |            | Spectateurs : 9 477 Arbitrage : Marcin Borski | Spectateurs : 9 477 Arbitrage : Marcin Borski |
| 7 septembre 2015 20h45 HEC | Rapport        |         |            | Spectateurs : 9 477 Arbitrage : Marcin Borski | Spectateurs : 9 477 Arbitrage : Marcin Borski |

|           | Irlande du Nord | 1 – 1   | Hongrie     | Windsor Park, Belfast                         |                                               |
| 20h45 HEC | Lafferty 90+3e  | (0 - 0) | 74e Guzmics | Spectateurs : 10 200 Arbitrage : Cüneyt Çakır | Spectateurs : 10 200 Arbitrage : Cüneyt Çakır |
| 20h45 HEC | Rapport         |         |             | Spectateurs : 10 200 Arbitrage : Cüneyt Çakır | Spectateurs : 10 200 Arbitrage : Cüneyt Çakır |

|           | Roumanie | 0 – 0   | Grèce | Arena Națională, Bucarest                         |                                                   |
| 20h45 HEC |          | (0 - 0) |       | Spectateurs : 38 153 Arbitrage : Aleksei Kulbakov | Spectateurs : 38 153 Arbitrage : Aleksei Kulbakov |
| 20h45 HEC | Rapport  |         |       | Spectateurs : 38 153 Arbitrage : Aleksei Kulbakov | Spectateurs : 38 153 Arbitrage : Aleksei Kulbakov |

| 9e journée               | Hongrie      | 2 – 1   | Îles Féroé   | Groupama Aréna, Budapest         |                                  |
| 8 octobre 2015 20h45 HEC | Böde 63e 71e | (0 - 1) | 11e Jakobsen | Arbitrage : Robert Schörgenhofer | Arbitrage : Robert Schörgenhofer |
| 8 octobre 2015 20h45 HEC | Rapport      |         |              | Arbitrage : Robert Schörgenhofer | Arbitrage : Robert Schörgenhofer |

|           | Irlande du Nord              | 3 – 1   | Grèce        | Windsor Park, Belfast   |                         |
| 20h45 HEC | Davis 35e 58e · Magennis 49e | (1 - 0) | 87e Aravidis | Arbitrage : Bas Nijhuis | Arbitrage : Bas Nijhuis |
| 20h45 HEC | Rapport                      |         |              | Arbitrage : Bas Nijhuis | Arbitrage : Bas Nijhuis |

|           | Roumanie    | 1 – 1   | Finlande       | Arena Națională, Bucarest |                           |
| 20h45 HEC | Hoban 90+1e | (0 - 0) | 67e Pohjanpalo | Arbitrage : Craig Thomson | Arbitrage : Craig Thomson |
| 20h45 HEC | Rapport     |         |                | Arbitrage : Craig Thomson | Arbitrage : Craig Thomson |

| 10e journée               | Îles Féroé | 0 – 3   | Roumanie                     | Tórsvøllur, Torshavn      |                           |
| 11 octobre 2015 18h00 HEC |            | (0 - 2) | 4e 45+1e Budescu · 83e Maxim | Arbitrage : Ivan Kružliak | Arbitrage : Ivan Kružliak |
| 11 octobre 2015 18h00 HEC | Rapport    |         |                              | Arbitrage : Ivan Kružliak | Arbitrage : Ivan Kružliak |

|           | Finlande     | 1 – 1   | Irlande du Nord | Stade olympique d'Helsinki, Helsinki |                            |
| 18h00 HEC | Arajuuri 87e | (0 - 1) | 31e Cathcart    | Arbitrage : Sergei Karasev           | Arbitrage : Sergei Karasev |
| 18h00 HEC | Rapport      |         |                 | Arbitrage : Sergei Karasev           | Arbitrage : Sergei Karasev |

|           | Grèce                                                     | 4 – 3   | Hongrie                          | Stadio Georgios Karaiskakis, Le Pirée |                        |
| 18h00 HEC | Stafylidis 5e · Tachtsidis 57e · Mitroglou 79e · Kone 86e | (1 - 1) | 26e Lovrencsics · 55e 75e Németh | Arbitrage : Ivan Bebek                | Arbitrage : Ivan Bebek |
| 18h00 HEC | Rapport                                                   |         |                                  | Arbitrage : Ivan Bebek                | Arbitrage : Ivan Bebek |

## Buteurs
| Pos | Joueur                    | Pays            | Buts |
| --- | ------------------------- | --------------- | ---- |
| 1   | Kyle Lafferty             | Irlande du Nord | 7    |
| 2   | Joel Pohjanpalo           | Finlande        | 3    |
| 2   | Gareth McAuley            | Irlande du Nord | 3    |
| 4   | Riku Riski                | Finlande        | 2    |
| 4   | Dániel Böde               | Hongrie         | 2    |
| 4   | Jóan Símun Edmundsson     | Îles Féroé      | 2    |
| 4   | Steven Davis              | Irlande du Nord | 2    |
| 4   | Paul Papp                 | Roumanie        | 2    |
| 4   | Bogdan Stancu             | Roumanie        | 2    |
| 10  | Roman Eremenko            | Finlande        | 1    |
| 10  | Jarkko Hurme              | Finlande        | 1    |
| 10  | Berat Sadik               | Finlande        | 1    |
| 10  | Christos Aravidis         | Grèce           | 1    |
| 10  | Nikolaos Karelis          | Grèce           | 1    |
| 10  | Sokratis Papastathopoulos | Grèce           | 1    |
| 10  | Balázs Dzsudzsák          | Hongrie         | 1    |
| 10  | Zoltán Gera               | Hongrie         | 1    |
| 10  | Richárd Guzmics           | Hongrie         | 1    |
| 10  | Tamás Priskin             | Hongrie         | 1    |
| 10  | Zoltán Stieber            | Hongrie         | 1    |
| 10  | Ádám Szalai               | Hongrie         | 1    |
| 10  | Josh Magennis             | Irlande du Nord | 1    |
| 10  | Niall McGinn              | Irlande du Nord | 1    |
| 10  | Jamie Ward                | Irlande du Nord | 1    |
| 10  | Hallur Hansson            | Îles Féroé      | 1    |
| 10  | Christian Holst           | Îles Féroé      | 1    |
| 10  | Róaldur Jakobsen          | Îles Féroé      | 1    |
| 10  | Brandur Olsen             | Îles Féroé      | 1    |
| 10  | Ovidiu Hoban              | Roumanie        | 1    |
| 10  | Claudiu Keșerü            | Roumanie        | 1    |
| 10  | Ciprian Marica            | Roumanie        | 1    |
| 10  | Raul Rusescu              | Roumanie        | 1    |